# Shining Star (Stephen Schlaks)
Shining Star è il decimo album registrato in studio da Stephen Schlaks.
Orchestra diretta e arrangiamenti realizzati da Vince Tempera.

## Tracce
1. You Are So Beautiful - You Are A Dream Come True – 3:45
2. Miserable Circumstance – 3:09
3. If I Were You – 3:54
4. The Way I Used To Be – 2:29
5. Wherever You Are (Think Of Me) – 4:07
6. Shining star – 1:59
7. Nights of Cocoawana – 4:25
8. Showtime – 4:35
9. You're Brilliant, You're Great, You're Perfect – 3:54
10. For We Are One Always Always Always – 6:09